# Al Shabab Al Arabi Club 2016-2017
Questa voce raccoglie le informazioni riguardanti l'Al Shabab Al Arabi Club nelle competizioni ufficiali della stagione 2016-2017.

## Organigramma societario

### Staff tecnico
- Fred Rutten - Allenatore
- - Vice-Allenatore
- - Vice-Allenatore
- Marcio da Silva - Preparatore atletico
- Raphael Santa Cruz - Allenatore dei portieri
- Matthews Ribas - Psicologo
- Mourad Ghrairi - Medico sociale
- Amar Jabal - Medico primo team
- Peter Swazeski - Massaggiatore

## Rosa
rosa aggiornata al 13 novembre 2016
| N. |                                | Ruolo | Calciatore        |
| -- | ------------------------------ | ----- | ----------------- |
| 1  | Emirati Arabi Uniti (bandiera) | P     | Abdullah Mohammed |
| 17 | Emirati Arabi Uniti (bandiera) | P     | Hassan Hamza      |
| 18 | Emirati Arabi Uniti (bandiera) | P     | Salem Abdulla     |
| 55 | Emirati Arabi Uniti (bandiera) | P     | Nader Rajab       |
| 2  | Emirati Arabi Uniti (bandiera) | D     | Issa Mohammed     |
| 3  | Emirati Arabi Uniti (bandiera) | D     | Mohammed Ali Ayed |
| 4  | Emirati Arabi Uniti (bandiera) | D     | Mohammed Marzooq  |
| 5  | Emirati Arabi Uniti (bandiera) | D     | Sultan Sebil      |
| 12 | Emirati Arabi Uniti (bandiera) | D     | Ismael Khaled     |
| 13 | Emirati Arabi Uniti (bandiera) | D     | Khalil Lashkari   |
| 19 | Emirati Arabi Uniti (bandiera) | D     | Adel Sebil        |
| 25 | Emirati Arabi Uniti (bandiera) | D     | Mahmoud Qassim    |
| 44 | Emirati Arabi Uniti (bandiera) | D     | Khaled Mohammed   |
| 66 | Emirati Arabi Uniti (bandiera) | D     | Abdulaziz Ghanem  |
| 6  | Emirati Arabi Uniti (bandiera) | C     | Mohammed Jumaa    |
| 7  | Uzbekistan (bandiera)          | C     | Azizbek Haydarov  |

| N. |                                | Ruolo | Calciatore        |  |
| -- | ------------------------------ | ----- | ----------------- |  |
| 10 | Argentina (bandiera)           | C     | Tomás De Vincenti |  |
| 15 | Emirati Arabi Uniti (bandiera) | C     | Dawood Ali        |  |
| 20 | Emirati Arabi Uniti (bandiera) | C     | Naser Masood      |  |
| 22 | Emirati Arabi Uniti (bandiera) | C     | Manea Mohammed    |  |
| 24 | Emirati Arabi Uniti (bandiera) | C     | Jassem Salem      |  |
| 26 | Emirati Arabi Uniti (bandiera) | C     | Hassan Ibrahim    |  |
| 28 | Emirati Arabi Uniti (bandiera) | C     | Fahad Khalvan     |  |
| 32 | Emirati Arabi Uniti (bandiera) | C     | Majed Ahmed       |  |
| 33 | Emirati Arabi Uniti (bandiera) | C     | Marwan Mohammed   |  |
| 92 | Emirati Arabi Uniti (bandiera) | C     | Khalifa Abdullah  |  |
| 30 | Ghana (bandiera)               | A     | Nana Poku         |  |
| 11 | Moldavia (bandiera)            | A     | Henrique Luvannor |  |
| 21 | Emirati Arabi Uniti (bandiera) | A     | Muhannad Aziz     |  |
| 23 | Emirati Arabi Uniti (bandiera) | A     | Saad Khamis       |  |
| 77 | Emirati Arabi Uniti (bandiera) | A     | Rashed Hassan     |  |
| 99 | Emirati Arabi Uniti (bandiera) | A     | Mohammed Ibrahim  |  |

## Calciomercato

### Sessione estiva(dall'1/7 all'1/9)
| Acquisti | Acquisti          | Acquisti | Acquisti   |
| R.       | Nome              | da       | Modalità   |
| -------- | ----------------- | -------- | ---------- |
| C        | Tomás De Vincenti | APOEL    | definitivo |
| A        | Ruud Boymans      | Utrecht  | definitivo |

| Cessioni | Cessioni          | Cessioni          | Cessioni      |
| R.       | Nome              | a                 | Modalità      |
| -------- | ----------------- | ----------------- | ------------- |
| A        | Khalid Yousef     | Dibba Al-Fujairah | fine prestito |
| A        | Abdulla Hassan    | Hatta Club        | prestito      |
| D        | Abdulrahman Ali   | Al-Wasl           | definitivo    |
| A        | Essa Obaid        | Hatta Club        | definitivo    |
| C        | Carlos Villanueva | Al-Ittihad        | definitivo    |